# Gran Premio di Francia 1966
Il Gran Premio di Francia 1966 fu una gara di Formula 1, disputatasi il 3 luglio 1966 sul Circuito di Reims. Fu la terza prova del mondiale 1966 e vide la vittoria di Jack Brabham su Brabham-Repco, seguito da Mike Parkes e da Denny Hulme.

## Vigilia
Da segnalare che alla Ferrari, Mike Parkes ha sostituito John Surtees che, dopo una clamorosa rottura si è trasferito alla Cooper.
Esordisce in gara la Lotus 43 con il nuovo motore 16 cilindri BRM.

## Qualifiche
Durante le prime fasi delle qualifiche, la vettura di Jim Clark investì un uccello: nello scontro il pilota britannico subì una ferita all'occhio che lo costrinse, anche se aveva già fatto segnare un tempo valido, a rinunciare alla corsa del giorno successivo. La Lotus cercò in fretta e furia un sostituto e ingaggiò l'ex ferrarista Pedro Rodriguez.
| Pos | N. | Pilota          | Costruttore                 | Scuderia                    | Tempo  | Distacco |
| --- | -- | --------------- | --------------------------- | --------------------------- | ------ | -------- |
| 1   | 20 | Lorenzo Bandini | Ferrari 312                 | Scuderia Ferrari SpA SEFAC  | 2:07.8 | -        |
| 2   | 10 | John Surtees    | CooperT81-Maserati          | Cooper Car Company          | 2:08.4 | +0.6     |
| 3   | 22 | Mike Parkes     | Ferrari 312                 | Scuderia Ferrari SpA SEFAC  | 2:09.1 | +1.3     |
| 4   | 12 | Jack Brabham    | Brabham BT19-Repco          | Brabham Racing Organisation | 2:10.2 | +2.4     |
| 5   | 6  | Jochen Rindt    | Cooper T81-Maserati         | Cooper Car Company          | 2:10.9 | +3.1     |
| 6   | 38 | Jo Siffert      | Cooper T81-Maserati         | RRC Walker Racing Team      | 2:12.2 | +4.4     |
| 7   | 8  | Chris Amon      | Cooper T81-Maserati         | Cooper Car Company          | 2:12.4 | +4.6     |
| 8   | 16 | Graham Hill     | BRM P261 2L                 | Owen Racing Organisation    | 2:12.8 | +5.0     |
| 9   | 14 | Denny Hulme     | Brabham BT20-Repco          | Brabham Racing Organisation | 2:13.3 | +5.5     |
| 10  | 32 | Mike Spence     | Lotus 25/33-BRM 2L          | Reg Parnell Racing          | 2:14.2 | +6.4     |
| 11  | 42 | Guy Ligier      | Cooper T81-Maserati         | Privato                     | 2:15.4 | +7.6     |
| 12  | 36 | Bob Anderson    | Brabham BT11-Climax 2,7L    | DW Racing Entreprises       | 2:15.6 | +7.8     |
| 13  | 2  | Jim Clark       | Lotus 33-Climax 2L          | Team Lotus                  | 2:15.6 | +7.8     |
| 14  | 2  | Pedro Rodríguez | Lotus 33-Climax 2L          | Team Lotus                  | 2:15.6 | +7.8     |
| 15  | 26 | Dan Gurney      | Eagle TF1-Climax 2,7L       | Anglo American Racers       | 2:17.9 | +10.1    |
| 16  | 44 | John Taylor     | Brabham BT11-BRM 2L         | David Bridges               | 2:19.2 | +11.4    |
| 17  | 4  | Peter Arundell  | Lotus 43-BRM H16            | Team Lotus                  | 2:19.6 | +11.8    |
| 18  | 30 | Jo Bonnier      | Brabham BT11/22-Climax 2.7L | Joakim Bonnier Racing Team  | 2:23.5 | +15.7    |

## Gara
Al via Surtees riuscì a superare Bandini ma la leadership del pilota britannico durò solo cinque giri a causa della rottura della pompa del carburante. Il poleman così si riprese la testa della corsa seguito da Brabham e Parkes, mentre si accodarono al trio di testa Amon, Rindt e Siffert. Mentre l'italiano riusciva a prendere un buon margine, i più immediati inseguitori iniziarono una lotta serrata per accaparrarsi la seconda piazza. Dalle retrovie invece riuscì a compiere una bella rimonta Denny Hulme, che grazie alla potenza del nuovo motore Repco riuscì a issarsi fino al 4º posto.
Colpo di scena al giro 32: Bandini fu costretto a ritirarsi a causa di un guasto al cavo dell'acceleratore della sua Ferrari; ciò portò in testa Brabham, che mantenne la testa del GP fino alla bandiera a scacchi. A podio anche Parkes al suo debutto in F1 e Hulme, terzo. Punti iridati anche per Jochen Rindt, seguito da Dan Gurney su Eagle e John Taylor con una Brabham del team David Bridges. In classifica generale Jack Brabham scavalcò in classifica Lorenzo Bandini per soli due punti di differenza. 
| Pos | N. | Pilota          | Costruttore/Motore          | Giri | Tempo/Ritiro     | Griglia | Punti |
| --- | -- | --------------- | --------------------------- | ---- | ---------------- | ------- | ----- |
| 1   | 12 | Jack Brabham    | Brabham BT19-Repco          | 48   | 1:48:31.3        | 4       | 9     |
| 2   | 22 | Mike Parkes     | Ferrari 312                 | 48   | + 9.5            | 3       | 6     |
| 3   | 14 | Denny Hulme     | Brabham BT20-Repco          | 46   | + 2 Giri         | 9       | 4     |
| 4   | 6  | Jochen Rindt    | Cooper T81-Maserati         | 46   | + 2 Giri         | 5       | 3     |
| 5   | 26 | Dan Gurney      | Eagle TF1-Climax 2,7L       | 45   | + 3 Giri         | 15      | 2     |
| 6   | 44 | John Taylor     | Brabham BT11-BRM 2L         | 45   | + 3 Giri         | 16      | 1     |
| 7   | 36 | Bob Anderson    | Brabham BT11-Climax 2,7L    | 44   | + 4 Giri         | 12      |       |
| 8   | 8  | Chris Amon      | Cooper T81-Maserati         | 44   | + 4 Giri         | 7       |       |
| NC  | 42 | Guy Ligier      | Cooper T81-Maserati         | 42   | Non classificato | 11      |       |
| Ret | 2  | Pedro Rodríguez | Lotus 25-Climax 2L          | 40   | Perdita olio     | 14      |       |
| NC  | 20 | Lorenzo Bandini | Ferrari 312                 | 37   | Non classificato | 1       |       |
| NC  | 30 | Jo Bonnier      | Brabham BT11/22-Climax 2.7L | 32   | Non classificato | 18      |       |
| Ret | 16 | Graham Hill     | BRM P261 2L                 | 13   | Motore           | 8       |       |
| Ret | 38 | Jo Siffert      | Cooper T81-Maserati         | 10   | Sistema benzina  | 6       |       |
| Ret | 32 | Mike Spence     | Lotus 25/33-BRM 2L          | 8    | Frizione         | 10      |       |
| Ret | 10 | John Surtees    | CooperT81-Maserati          | 5    | Sistema benzina  | 2       |       |
| Ret | 4  | Peter Arundell  | Lotus 43-BRM H16            | 3    | Cambio           | 17      |       |
| DNS | 2  | Jim Clark       | Lotus 33-Climax 2L          |      |                  | 13      |       |

## Statistiche

### Piloti
- 8ª vittoria per Jack Brabham
- 1° e unica pole position per Lorenzo Bandini
- 1° podio per Denny Hulme e Mike Parkes
- 2º e ultimo giro più veloce per Lorenzo Bandini

### Costruttori
- 3° vittoria per la Brabham
- 150° podio per la Ferrari

### Motori
- 1ª vittoria per il motore Repco
- 150° podio per il motore Ferrari

### Giri al comando
- John Surtees (1-5)
- Lorenzo Bandini (6-31)
- Jack Brabham (32-48)

## Classifiche Mondiali

### Piloti
| Pos | Pilota          | Punti |
| --- | --------------- | ----- |
| 1   | Jack Brabham    | 12    |
| 2   | Lorenzo Bandini | 10    |
| 3   | Jackie Stewart  | 9     |
|     | John Surtees    | 9     |
|     | Jochen Rindt    | 9     |
| 6   | Mike Parkes     | 6     |
| 7   | Graham Hill     | 4     |
|     | Denny Hulme     | 4     |
| 9   | Bob Bondurant   | 3     |
| 10  | Richie Ginther  | 2     |
|     | Dan Gurney      | 2     |
| 12  | John Taylor     | 1     |

### Costruttori
| Pos | Costruttore     | Punti |
| --- | --------------- | ----- |
| 1   | Ferrari         | 21    |
| 2   | Brabham-Repco   | 12    |
| 3   | BRM             | 9     |
|     | Cooper-Maserati | 9     |
| 5   | Eagle-Climax    | 2     |
| 6   | Brabham-BRM     | 1     |